# Munizip al-Butnan
Al-Butnan, arabisch البطنان, DMG al-Buṭnān, ist ein Munizip, das im Nordosten der Mittelmeerküste Libyens liegt. Es grenzt im Osten an Ägypten. Hauptstadt des Munizips ist Tobruk.

## Geographie
Im gesamten Gebiet von al-Butnan lebten im Jahr 2003 noch 144.527 Menschen, davon 84 Prozent (121.052 Einwohner, Stand 2005) in der Hauptstadt Tobruk (طبرق). Das Munizip umfasst eine Fläche von 83.860 km² und besteht wie der überwiegende Teil Libyens aus Wüste. al-Butnan grenzt an das Mittelmeer und folgende Munizipen:
- Darna – Nordwesten
- Munizip al-Wahat – Westen
- Munizip al-Kufra – Süden

Im Osten grenzt al-Butnan an das ägyptische (Gouvernement Matruh).
Wesentliche Orte neben Tobruk sind Bardia und Dscharabub (al Jaghbub) sowie Musaid, der wichtigste Grenzübergang zwischen Libyen und Ägypten.

## Geschichte
Butnan und vor allem die Hauptstadt Tobruk spielten im Zweiten Weltkrieg eine wichtige Rolle für die Kolonialmacht Italien.